# آرشاک پطروسیان
آرشاک باگراتی پطروسیان ((به ارمنی: Արշակ Բագրատի Պետրոսյան)؛ زاده ۱۶ دسامبر ۱۹۵۳) شطرنج‌باز اهل ارمنستان و مربی تیم ملی این کشور است. عنوان استادبزرگ شطرنج فیده در سال ۱۹۸۴ به وی اعطا شد. وی برنده مسابقات قهرمانی شطرنج ارمنستان در سال‌های ۱۹۷۴ و ۱۹۷۶ شده است.
| به‌دلیل برخی مشکلات فنی، نمودارها موقتاً قابل مشاهده نیستند. اطلاعات بیشتر پیرامون این مشکل در فابریکاتور و وبگاه مدیاویکی در دسترس است. | |
| | به‌دلیل برخی مشکلات فنی، نمودارها موقتاً قابل مشاهده نیستند. اطلاعات بیشتر پیرامون این مشکل در فابریکاتور و وبگاه مدیاویکی در دسترس است. |

## جوایز
- ۲۰۰۹ – مدال میخائیل بوتوینیک.[۲]
- ۲۰۱۲ –  نشان مسروپ ماشتوتس.[۳]